# Su Friedrich
Su Friedrich, née le 12 décembre 1954 à New Haven est une cinéaste d'avant-garde américaine. Elle crée dans son œuvre une synthèse entre film expérimental, narratif et documentaire, en y incorporant une perspective féministe. Elle est une des créatrices du cinéma queer.

## Biographie

### Jeunesse
Su Friedrich est née le 12 décembre 1954 à New Haven, dans le Connecticut. Sa mère est allemande et vient aux États-Unis avec le père de Su Friedrich qui travaille en Allemagne comme soldat de l'armée américaine. Friedrich fréquente l'Université de Chicago (1971-1972) et le Collège Oberlin (1972-1975) où elle obtient un B.A. en art et histoire de l'art.
Elle vit et travaille à Brooklyn, NY, et elle est professeure au Centre des arts créatifs et artistiques de l'Université de Princeton, où elle enseigne la production cinématographique et vidéo depuis 1998. Elle réalise son premier film, Hot Water, en 1978, et produit et réalise dix-huit films et vidéos.

### Carrière
Les films de Su Friedrich allient régulièrement des éléments narratifs, documentaires et expérimentaux du cinéma et se concentrent souvent sur le rôle des femmes, sur la famille et l'homosexualité dans l'Amérique contemporaine.
Depuis le début de sa carrière dans les années 1970, Su Friedrich est une figure leader du cinéma d'avant-garde et une force pivot dans la création du cinéma Queer. Son travail se radicalise dans sa forme filmique et dans son contenu en incorporant une perspective féministe et ses problématiques dans l'identité lesbienne et en créant une synthèse innovante dans le genre documentaire, narratif et expérimental. Les films de Su Friedrich sont multi-langue, se situent entre le personnel et le politique, entre film autobiographique traitant de la famille et enquête sur les notions sociales d'identité sexuelle. Sa palette cinématographique, incluant films domestiques, séquences d'archives, interviews et récits scénarisés aboutit à un corpus de travaux qui continue d'influencer les nouvelles générations de réalisateurs.
Su Friedrich reçoit l'Alpert Awards in the Arts (en) et la bourse de la Fondation Rockefeller et de la Fondation John-Simon-Guggenheim, ainsi qu'un grand nombre de bourses du New York State Council on the Arts (en),The New York Foundation for the Arts (en), Independent Television Service, et de la Fondation Jerome. Ses films et vidéos sont largement diffusés aux États-Unis, au Canada et en Europe, et font l'objet d'une rétrospective au Whitney Museum of American Art, au Festival international du film de Rotterdam, au Stadtkino de Vienne, à la Pacific Cinémathèque (en) de Vancouver, au National Film Theater de Londres notamment. Le travail de Su Friedrich fait partie de la collection du Museum of Modern Art, du Art Institute of Chicago, des Archives cinématographiques royales de Belgique, du Centre Pompidou de Paris et de la Bibliothèque nationale d'Australie. Tous les matériaux de ses films originaux sont conservés au Academy of Motion Picture Arts and Sciences Film Archive de Los Angeles.
Les films reçoivent des critiques dans de nombreuses publications dont Variety, Première, The Village Voice, Artforum, The New York Times, The Nation, Film Quarterly, The Millennium Film Journal, Film Comment, Sight and Sound, Flash Art, Cineaste, The Independent, Heresies Art Journal, Afterimage et The L.A. Weekly. Des essais sur son travail ainsi que des extraits de ses scripts ont été publiés dans de nombreux livres dont Women’s Experimental Cinema (2007), 501 Movie Directors (2007), Contemporary American Independent Film: From the Margins to the Mainstream (2005), Visionary Film: The American Avant-Garde, 1943–2000 (2002), Left In the Dark (2002), The Wedding Complex: Forms of Belonging in Modern American Culture (2002), Girl Director: A How-To Guide (2001), Collecting Visible Evidence (1999), Experimental Ethnography (1999), The New American Cinema (1998), Play It Again, Sam (1998), Film Fatales (1998), Cinematernity (1996), Screen Writings (1994), Women's Films (1994), Queer Looks (1993), Avant-Garde Film: Motion Studies (1993), Vampires and Violets (1992) et Critical Cinema: Volume Two (1992).
La collection de Su Friedrich est conservée au l'Academy Film Archive (en).

### Récompenses
- The Odds of Recovery :
  - meilleur documentaire au Festival Identities de Vienne[10]
- Hide and Seek :
  - prix du meilleur film narratif au Festival de film international d'Athènes
  - meilleur documentaire au L.A. Outfest 1997 de Los Angeles
  - prix du jury du New York Gay & Lesbian Film Festival
  - prix du jury au Charlotte Film Festival[4],[11]
- Sink or Swim :
  - Grand Prix au Melbourne Film Festival
  - New York Film Festival
  - National Film Preservation Board
  - International Film Festival Rotterdam[4],[12]
  - Golden Gate Award au San Francisco International Film Festival
  - Gold Juror’s Choice Award au Charlotte Film and Video Festival
  - Special Jury Award au Atlanta Film Festival
  - Best Experimental Film Award au USA Short Film and Video Festival[13]
- Damned If You Don't :
  - Best Experimental Film Award au Athens Film Festival
  - Best Experimental Narrative Award au Atlanta Film Festival[14]
- Cool Hands, Warm Heart :
  - Special Merit Award au Athens Film Festival
- Pour l'ensemble de sa carrière :
  - Peter S. Reed Lifetime Achievement Award (2000)[15]

### Filmographie
| Année | Titre                     | Durée  | Format  | Couleur                | Sonore |
| ----- | ------------------------- | ------ | ------- | ---------------------- | ------ |
| 1978  | Hot Water                 | 12 min | super-8 | noir et blanc          | sonore |
| 1979  | Cool Hands, Warm Heart    | 16 min | 16 mm   | noir et blanc          | muet   |
| 1979  | Scar Tissue               | 6 min  | 16 mm   | noir et blanc          | muet   |
| 1980  | I Suggest Mine            | 6 min  | 16 mm   | noir et blanc, couleur | muet   |
| 1981  | Gently Down the Stream    | 14 min | 16 mm   | noir et blanc          | muet   |
| 1982  | But No One                | 9 min  | 16 mm   | noir et blanc          | muet   |
| 1985  | The Ties That Bind        | 55 min | 16 mm   | noir et blanc          | sonore |
| 1987  | Damned If You Don't       | 42 min | 16 mm   | noir et blanc          | sonore |
| 1990  | Sink or Swim              | 48 min | 16 mm   | noir et blanc          | sonore |
| 1991  | First Comes Love          | 22 min | 16 mm   | noir et blanc          | sonore |
| 1993  | Rules of the Road         | 31 min | 16 mm   | couleur                | sonore |
| 1994  | Lesbian Avengers Eat Fire | 60 min | vidéo   | couleur                | sonore |
| 1996  | Hide and Seek             | 65 min | 16 mm   | noir et blanc          | sonore |
| 1999  | Being Cecilia             | 3 min  | vidéo   | couleur                | sonore |
| 2002  | The Odds of Recovery      | 65 min | 16 mm   | couleur                | sonore |
| 2004  | The Head of a Pin         | 21 min | vidéo   | couleur                | sonore |
| 2005  | Seeing Red                | 27 min | vidéo   | couleur                | sonore |
| 2008  | From the Ground Up        | 54 min | vidéo   | couleur                | sonore |
| 2013  | Gut Renovation            | 81 min | vidéo   | couleur                | sonore |